# 21e législature du Québec

La 21e législature du Québec a été élue lors de l'élection générale québécoise de 1939. Voir en ligne.